# Emmanuelle Polack
Emmanuelle Polack (Saint-Germain-en-Laye, 1965) es una historiadora del arte francesa.
Es responsable de los archivos del Museo de Monumentos Franceses en la Ciudad de la Arquitectura y del Patrimonio e investigadora asociada en el Instituto Nacional de Historia del Arte. Hizo sus estudios universitarios en París y Montreal.
Emmanuelle Polack es una de las especialistas en el saqueo de colecciones de obras de arte en Francia durante la Segunda Guerra Mundial, en su mayoría pertenecientes a judíos, y ha estudiado en particular el trabajo de inventario de Rose Valland durante los años 1940-1945 en el Museo de Jeu de Paume. Formó parte del equipo que investigó el origen de las obras encontradas en casa de Cornelius Gurlitt, hijo de Hildebrand Gurlitt, un comerciante de arte cercano a los nazis.
Uno de sus trabajos más importantes se refiere al estudio de las actividades del Einsatzstab Reichsleiter Rosenberg (E.R.R.), una organización cultural del Partido Nazi dirigida por el ministro del Reich Alfred Rosenberg, bajo la autoridad personal de Adolf Hitler.
En 2016 publicó junto con Philippe Dagen, Les Carnets de Rose Valland y al año siguiente defendió su tesis de doctorado en la Sorbona sobre el mercado de arte bajo la ocupación, que había sido dirigida por Philippe Dagen, y que fue publicada en 2019 por la editorial Tallandier con el título La Marché de l'art sous l'Occupation, 1940-1944. En 2017 recibió el premio Berthe Weill por sus investigaciones.